# 자비트 함자타우
자비트 샤키라비치 함자타우(벨라루스어: Джавід Шакіравіч Гамзатаў, 러시아어: Джавид Шакирович Гамзатов 자비트 샤키로비치 감자토프[*], 1989년 12월 27일~)는 벨라루스의 전직 레슬링 선수이다. 2016년 하계 올림픽 그레코로만형 남자 미들급에서 동메달을 획득했으며, 세계 선수권 대회에서 동메달 1개를 획득했다.